# Leonor (nombre)
Leonor (cuyas variantes son Eleanor, Eléanor, Élinor, Ellinor, Elenor, Eleanore, Eleanour, Eleonor(a) y Éléonore) es un nombre de pila femenino. Fue el nombre de un gran número de mujeres de la alta nobleza de Europa Occidental durante la Edad Media. Proviene del nombre occitano Aliénor.
Los hipocorísticos comunes incluyen Ella, Ellie, Elly (etc.), Leonor, Leonora, Leonore, Leanora, Lenora (etc.), Nell, Nella, Nellie, Nelly, Nelda, Nelle, (etc.), Nora, Noor, Noreen, Norene, Nonie (etc.).

## Origen
El nombre deriva del nombre occitano Aliénor, que daría Eléanor o Eleonore.
Algunos pensaron que podía provenir de Leonor de Aquitania (1120-1204), que fue la hija de Aénor de Châtellerault, y se sugería que habiendo sido bautizada Aenor en honor a su madre, era llamada alia Aenor; es decir, ‘la otra Aenor’, durante su infancia. Conservó dicho nombre durante su adultez; el nombre Aénor parece ser una latinización de un nombre de origen germánico desconocido.
Leonor de Aquitania, la mujer más poderosa de Europa en el siglo XII, fue la razón de la popularidad del nombre. Sin embargo, no se sabe con certeza que el nombre se originara a través de ella; hay registros de portadoras del nombre Alienor a principios del siglo XII, así como en los siglos X y XI.